# 伊予石城站
伊予石城站（日语：／ Iyo-iwaki eki */?）是一位於日本愛媛縣西予市宇和町，隸屬於四國旅客鐵道（JR四國）的鐵路車站，車站編號為U20。平時本站只停靠普通列車，但每年四月尾當舉行「宇和蓮花祭」（宇和れんげまつり）時，部份特急「宇和海」會臨時停車。

## 車站結構
現時使用的是第二代站舍，與雙岩站及伊予平野站的情況相同，都是因應第一代木製站舍過於殘舊而且利用人數過少，為節省保養成本而將原有的站舍拆去，改以採用水泥板及鋼筋所撘建而成的簡易式站舍取代。站舍共分為三部份，右側為開放式候車室，設有長櫈，但不設售票窗口；中央部份為儲物室，出入口設於月台上，左側為洗手間，亦是只能由月台進入。車站外則另設有單車停泊場。
設有相對式側式月台2個，提供2面2線配置，其中2號月台為主軌道，是特急列車通過月台，1號月台為避線軌道，亦是大部份普通車的停靠月台。月台間以平交道連接，位於月台盡頭向上宇和站方向，並以無障礙斜道通往月台。其中1號月台的有效長度為4輛，而2號月台的有效長度為3輛，因此從2號月台離站後，須先步行約20公尺才連到達平交道口，而近斜道出入口則設有小型有蓋候車亭1座。
至於1號月台向雙岩站方向仍然保留了舊有貨物月台，但路軌則早已移除。
本站雖然不是特急列車停車站，但部份特急列車會在此站進行路段交換。

### 月台配置
| 月台 | 路線    | 方向 | 目的地                   | 備注                           |
| ---- | ------- | ---- | ------------------------ | ------------------------------ |
| 1    | ■予讚線 | 下行 | 宇和島方向               | 避車或交換列車時使用。         |
| 1    | ■予讚線 | 上行 | 八幡濱、伊予市、松山方向 | 避車或交換列車時使用。         |
| 2    | ■予讚線 | 下行 | 宇和島方向               | 特急通過路軌，部份普通列車使用 |
| 2    | ■予讚線 | 上行 | 八幡濱、伊予市、松山方向 | 特急通過路軌，部份普通列車使用 |

## 歷史
- 1945年6月20日：開業。
- 1987年4月1日：日本國鐵分割民營化，車站的營運由JR四國繼承。

## 相鄰車站
四國旅客鐵道（JR四國）
■予讚線
雙岩（U19）－伊予石城（U20）－上宇和（U21）